# UPS
UPS được viết tắt của cụm từ tiếng Anh: Uninterruptible Power Supply được hiểu như là hệ thống nguồn cung cấp liên tục hay đơn giản hơn là bộ lưu trữ điện dự phòng nhằm làm tăng độ tin cậy cung cấp điện cho hệ thống.

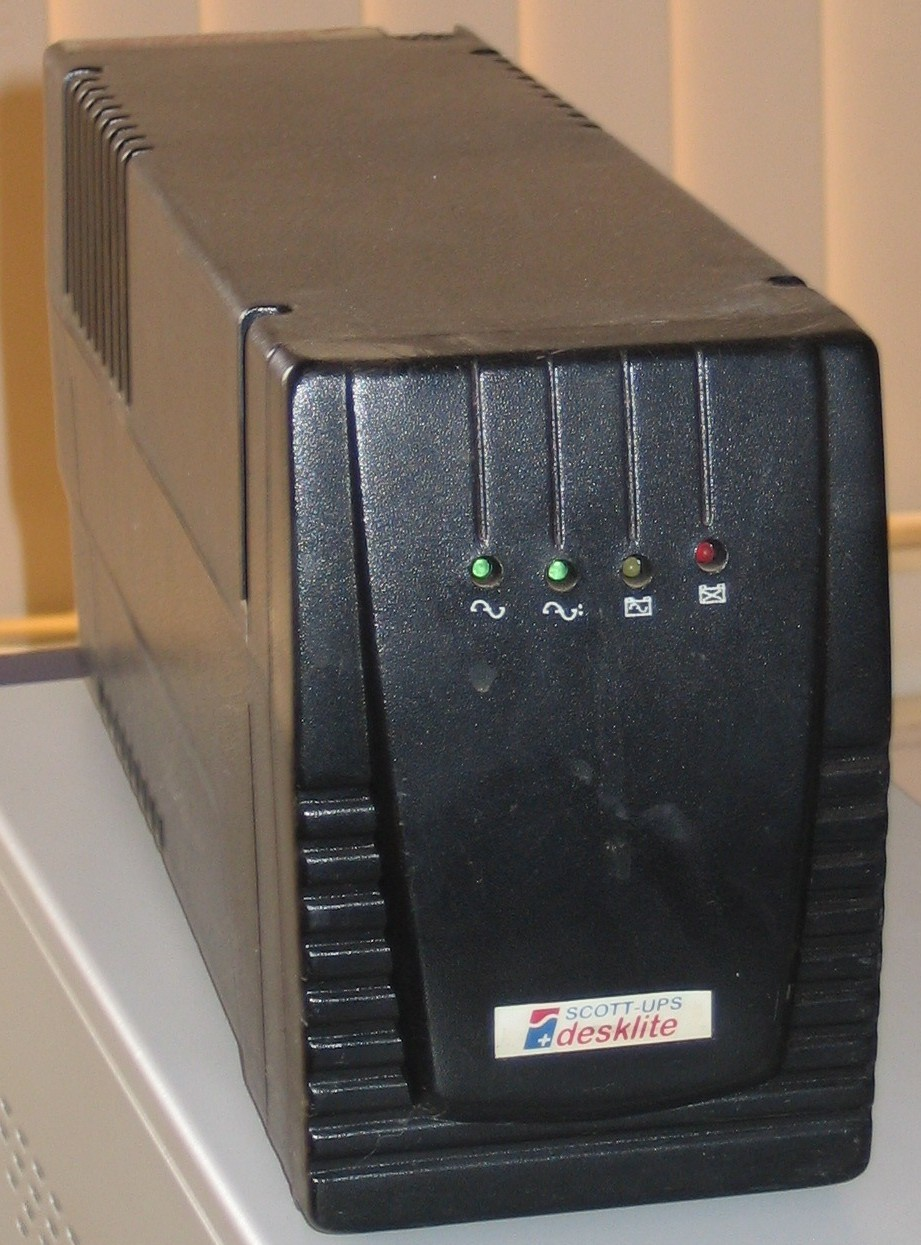
Hình dáng một chiếc UPS

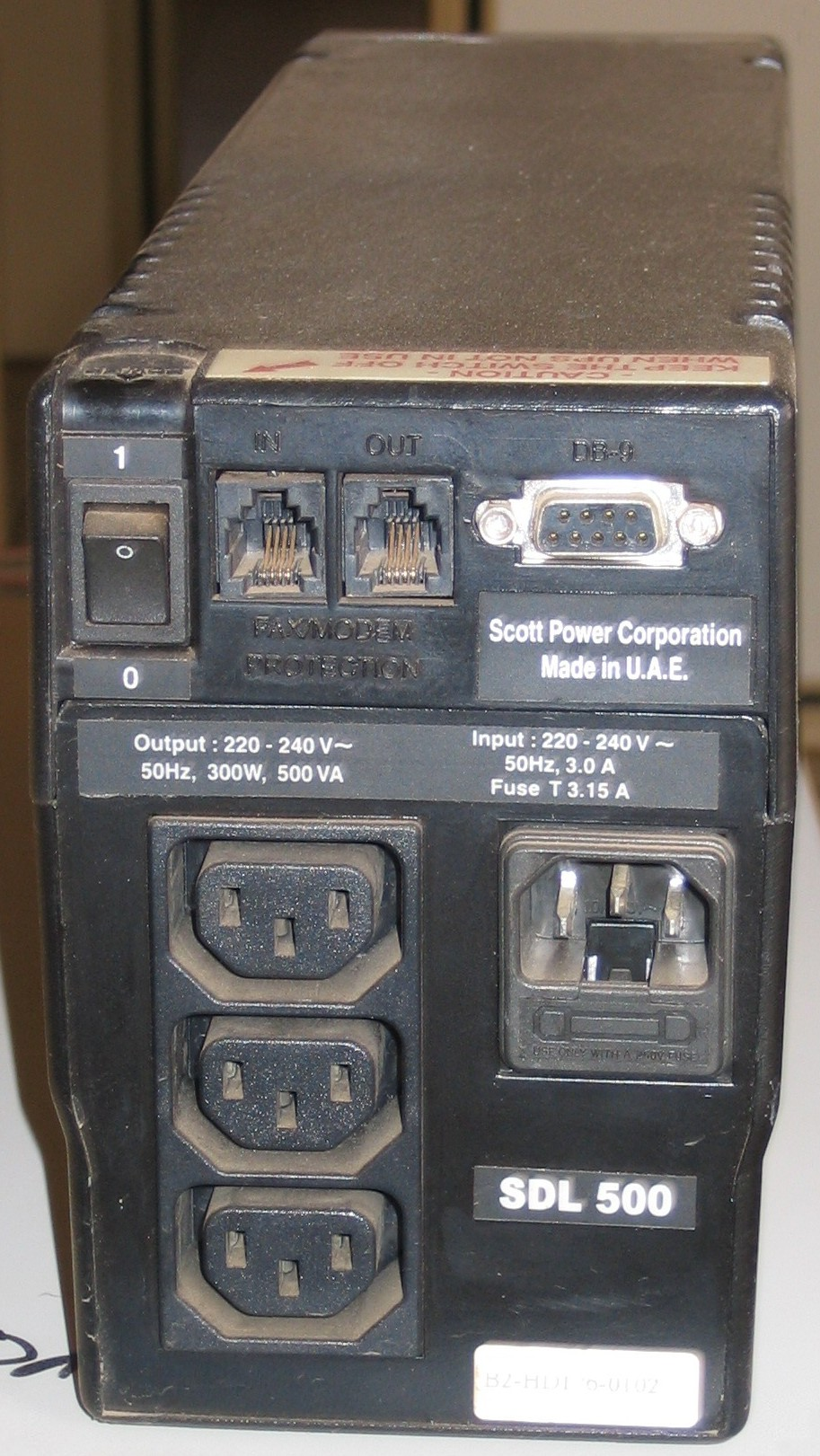
Mặt sau của UPS

## Sơ lược
Vào cuối thế kỷ 20, độ tin cậy cung cấp điện của các nước công nghiệp phát triển vào khoảng 99.9%, tương ứng khoảng thời gian mất điện trong một năm là 8 giờ mà phổ biến dưới dạng mất điện trong một vài phút. Điều này không thành vấn đề đối với hệ thống chiếu sáng hoặc hệ thống điện cơ, tức với kỹ thuật tương tự (analog), chất lượng điện chỉ bao gồm hai chỉ tiêu quan trọng nhất là điện áp và tần số.
Nhưng đối với hệ thống kỹ thuật số (Digital) vấn đề không đơn giản như vậy. Đặc biệt với các thiết bị trong lĩnh vực công nghệ thông tin được ứng dụng từ công nghệ kỹ thuật số luôn được xem là bước đệm quan trọng trong việc làm gia tăng sản phẩm, giảm thiểu chi phí sản xuất và tạo sự ổn định bền vững cho xã hội.
Độ tin cậy cung cấp điện của các hệ thống có máy tính cần phải tăng lên rất nhiều, vì mất điện dù chỉ trong một vài mili giây sẽ có nguy cơ mất hết thông tin hoặc làm rối loạn quá trình trao đổi dữ liệu máy tính và các yêu cầu hệ thống kỹ thuật số phải khởi động lại.

## Phân loại
Từ yêu cầu của các thiết bị về mức độ nguồn điện liên tục và chất lượng, UPS hay bộ lưu điện được phân thành các dòng sản phẩm chính về công nghệ như sau: UPS Offline đơn thuần, UPS Offline công nghệ Line-interactive, UPS Online, UPS tĩnh, UPS quay.
- UPS online: Hoạt động theo nguyên tắc chuyển đổi kép: từ AC sang DC sau đó chuyển ngược DC sang AC. Do đó nguồn điện cung cấp cho tải hoàn toàn do UPS tạo ra đảm bảo ổn định cả về điện áp và tần số. Điều này làm cho các thiết bị được cung cấp điện bởi UPS hầu như cách ly hoàn toàn với sự thay đổi của lưới điện. Vì vậy, nguồn do UPS online tạo ra là nguồn điện sạch (lọc hầu hết các sự cố trên lưới điện), chống nhiễu hoàn toàn. Điện áp ra hoàn toàn hình SIN và thời gian chuyển mạch gần như bằng 0
- UPS offline: Khi có nguồn điện lưới UPS sẽ cho điện lưới thẳng tới phụ tải. Khi mất điện, tải sẽ được chuyển mạch cấp điện từ ắc quy qua bộ inverter. Phạm vi áp dụng UPS loại này thường cho các thiết bị đơn giản, công suất nhỏ, ít nhạy cảm lưới điện, đòi hỏi độ tin cậy thấp.
Đa số các UPS ngày nay đều có Software kèm theo giao tiếp với máy tính qua cổng COM hoặc USB. Software này cho phép kiểm soát các trạng thái hoạt động của UPS (Điện áp vào/ra, tải tiêu thụ...). Ngoài ra người ta còn có thể lập thời khoá biểu tự động. Có các loại UPS như bộ lưu điện cửa cuốn, trong hệ thống quản lý bãi xe tự động,.. Ưu điểm chính là gọn nhẹ, dễ vận hành sửa chữa.
- UPS tĩnh: Sử dụng bộ biến đổi điện tử công suất làm chức năng chỉnh lưu và nạp acqui để tích trữ điện năng khi làm việc bình thường. Khi xảy ra sự cố, điện áp một chiều qua bộ nghịch lưu được biến thành điện áp xoay chiều và được cấp cho các tải ưu tiên. Ưu điểm của UPS tĩnh là kích thước nhỏ gọn, đáp ứng nhanh, vận hành đơn giản, làm việc chắc chắn, dòng cho phép lớn.
- UPS quay: Sử dụng máy điện làm chức năng nghịch lưu.